# Waalse Kerk (Middelburg)

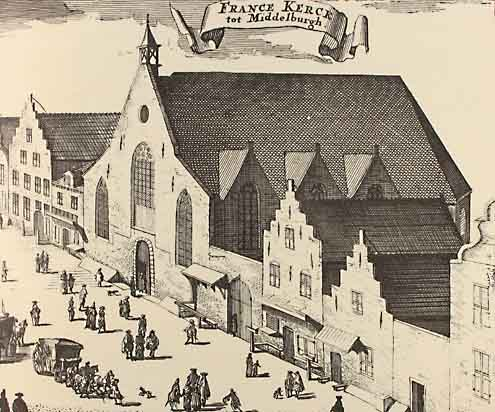
Die Waalse Kerk 1696

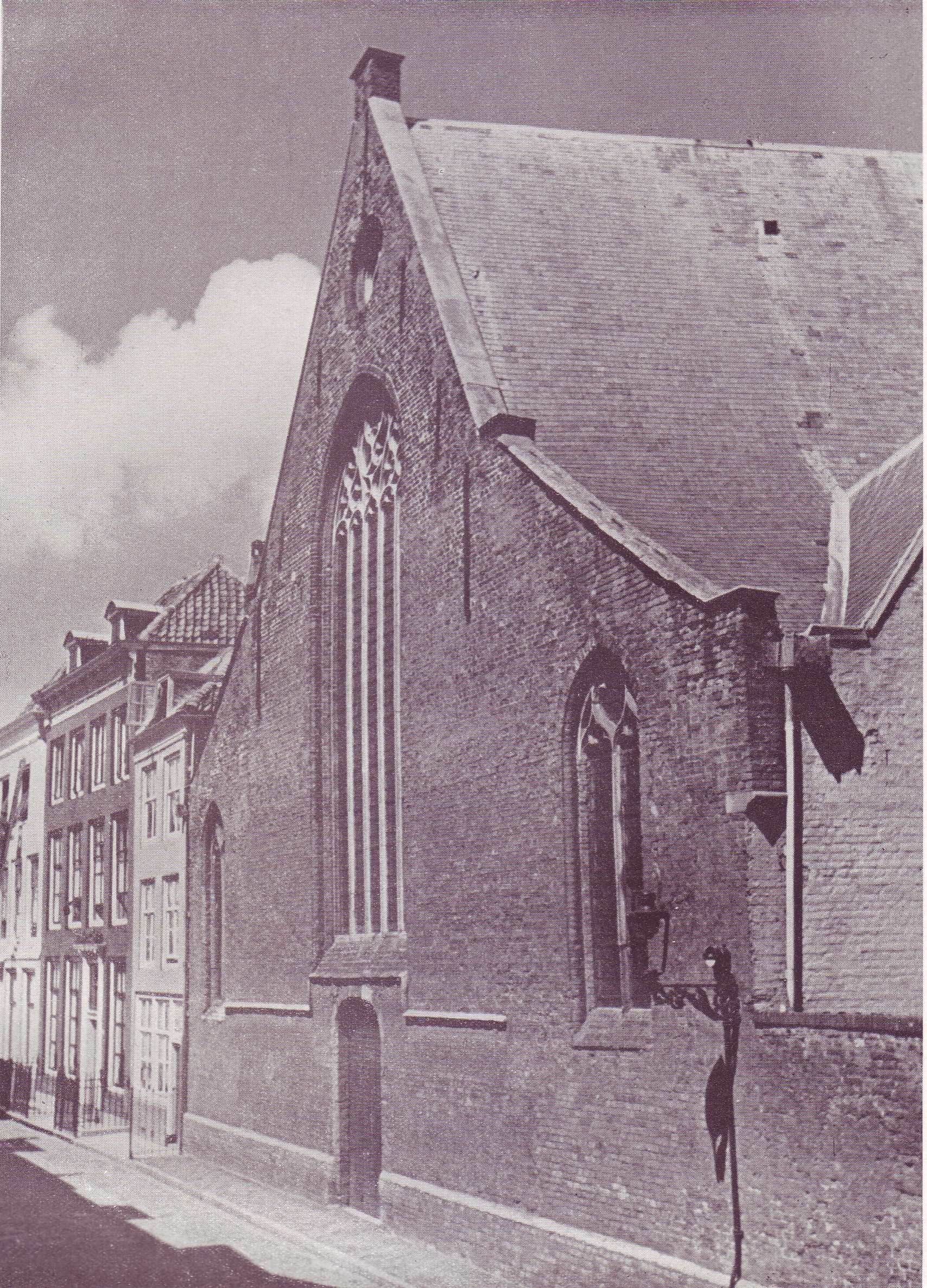
Die Westfassade

Die Waalse Kerk (deutsch Wallonische Kirche) war eine gotische Kirche eines Begardenhofes in Middelburg (Provinz Zeeland) in den Niederlanden.

## Geschichte
Die Middelburger Niederlassung der Begarden wurde vor 1271 gegründet. In einem Testament des Aleid von Holland vom 18. Oktober 1271 wurde die Begardenkirche erstmals erwähnt. 1492 wurde der Begardenhof durch Brand schwer beschädigt, doch wieder vollkommen hergestellt. Im Zuge der Reformation wurden die Klostergebäude säkularisiert und in ihnen eine Brauerei und Stallungen eingerichtet. 1575 wurde die in Form einer Basilika errichtete Kirche von der Reformierten Wallonischen Gemeinde zu Middelburg übernommen, die sie schließlich bis zum Zweiten Weltkrieg in ihrem Besitz hatte. 1656 wurde erstmals eine Orgel eingebaut. Am 17. Mai 1940, kurz nach der Bombardierung von Rotterdam, wurde die Kirche durch ein deutsches Bombardement vollkommen zerstört. Nachdem die Gemeinde seit Kriegsende die Doopsgezinde Kerk zu Middelburg benutzt hatte, finden ihre Gottesdienste mittlerweile in der Engelse Kerk statt.